# 奥田劔志郎
奥田 劔志郎（おくだ けんしろう）は、日本の法学者（憲法・英米法）。石川県出身。

## 来歴
宮澤俊義晩年の門下生。創立して間もない立教大学法学部を卒業後、
1968年、青山学院大学大学院法学研究科修士課程公法専攻修了。
1971年、青山学院大学大学院法学研究科博士課程公法専攻修了。
博士課程修了後,同大学講師、法政大学講師、神奈川大学講師等を務め、現在に至る。

## 学説
憲法学において同じ宮澤俊義門下の兄弟子にあたる芦部信喜の学説に深い理解を示す一方で、
佐藤幸治、浦部法穂の学説も取り入れ
英米法の考え、ハンス・ケルゼン、カール・シュミットの学説も交えながら深く堅実な理論を展開する。
日本の憲法学における学会の通説の流れの延長線上に、独自の見解を示すという奇をてらわない論理展開を行う。

## 講義
憲法学を主体として講義を行っている。学会の通説を受講者に解り易く説明した後に、問題点を浮き彫りにしながら、自説を展開する。
論文の書き方を意識した講義である。